# Peter Blumenrath
Peter Blumenrath (* 27. Juni 1984 in Düsseldorf) ist ein deutscher Politiker (CDU). Er ist seit 2022 Abgeordneter im Landtag von Nordrhein-Westfalen.

## Leben
Blumenrath wuchs in Düsseldorf-Wersten auf und absolvierte nach dem Wehrdienst in Köln ein Studium zum Versorgungsingenieur. Anschließend übernahm er die Leitung des familiengeführten Handwerksbetriebs, welcher seit 1919 existiert.

## Politik
Blumenrath trat 2003 der CDU Düsseldorf bei und ist unter anderem stellvertretender Kreisparteivorsitzender. Von 2009 bis 2014 war er Mitglied der Bezirksvertretung 9 der Stadt Düsseldorf. Seit 2014 gehört er dem Rat der Stadt Düsseldorf an. Zudem ist er Mitglied des Landesvorstandes der CDU Nordrhein-Westfalen. Im Wahlkreis Düsseldorf IV wurde er bei der Landtagswahl 2022 mit 36,44 % der Erststimmen mit deutlichem Vorsprung in den Landtag gewählt. Blumenrath ist stellvertretender Kreisvorsitzender der CDU Düsseldorf. 